# Bradypodion caffer
Bradypodion caffer е вид влечуго от семейство Хамелеонови (Chamaeleonidae). Видът е застрашен от изчезване.

## Разпространение
Разпространен е в Южна Африка (Източен Кейп).